# Théâtre Minard
Le Théâtre Minard (Minardschouwburg en néerlandais) est un édifice de style néo-classique situé à Gand, ville de la province de Flandre-Orientale en Belgique.

## Localisation
La Théâtre Minard se dresse au n° 15 de la Walpoortstraat au sud du centre-ville, à quelques dizaines de mètres au nord du Palais des Fêtes Vooruit (Feestlokaal Vooruit), autre haut-lieu de la vie culturelle à Gand.

## Historique
Le Théâtre Minard, doit son nom à l'architecte gantois Louis Minard qui habitait tout près de là (Grote Huidevettershoek) et qui décide en 1845 de construire un théâtre sur des terrains qui lui appartiennent « pour donner un lieu aux troupes populaires qui ne disposaient toujours pas de scène, huit ans après la construction d'un opéra dévolu à la bourgeoisie locale ».
Louis Minard fonde le théâtre et le café à ses frais en 1846 et en conçoit la façade,,.
La première représentation théâtrale a lieu le 27 juin 1847. Au contraire du Grand Théâtre, construit en 1837-1840 au Kouter et connu maintenant comme l'Opéra de Gand, ou le Théâtre Flamand de la place Saint-Bavon, qui étaient des théâtres municipaux officiels, le  Théâtre Minard était un théâtre privé, comme le Théâtre du Parnasse du Vieux quai au Bois (Oude Houtlei).
Le théâtre est redécoré entre 1905 et 1908 d'après un projet de l'architecte J.-P. Ledoux. 

## Classement
Le théâtre fait l'objet d'un classement au titre des monuments historiques depuis le 2 juin 1988 et figure à l'inventaire du patrimoine immobilier de la Région flamande sous la référence 21325.

## Architecture
Le théâtre présente une façade de cinq travées et de deux étages et demi sous une toiture en ardoises artificielles.
Le centre de la façade est occupé par un avant-corps de trois travées. Le rez-de-chaussée de cet avant-corps est paré de pierre bleue et est orné de bossages plats et de lignes de refend. Percé de trois portes rectangulaires, il affiche le nom du théâtre Minardschouwburg juste sous le puissant cordon de pierre qui le sépare du premier étage. L'étage de l'avant-corps est percé de trois hautes baies dont les impostes cintrées sont portées par des doubles pilastres aux chapiteaux ioniques dorés et dont les allèges sont ornées de balustres en pierre. Une frise et un cordon de pierre couronnent ce premier étage, au-dessus duquel on trouve un demi-étage percé de trois petites fenêtres rectangulaires dont l'encadrement à crossettes est surmonté d'une tête de satyre.
Chacune des travées latérales est ornée au premier étage d'un médaillon avec buste doré.
La façade se termine par une corniche soutenue par de nombreux modillons. L'attique d'origine avec balustrade et vases décoratifs a disparu.